# Cremona
Cremona este un oraș în provincia Lombardia, Italia, situat în Câmpia Padului pe malul stâng al fluviului. Orașul este locul de naștere al membrilor familiilor celebre constructoare de viori Amati, Guarneri și Stradivari.

## Personalități marcante
- Publius Quinctilius Varus, general roman
- Lucia Anguissola, pictor
- Sofonisba Anguissola, pictor
- Eugenio Beltrami, matematician
- Giovanni Beltrami,
- Antonio Campi, pictor
- Bernardino Campi, pictor
- Galeazzo Campi, pictor
- Giulio Campi, pictor
- Vincenzo Campi, pictor, arhitect
- Guarnerius del Gesu, constructor de viori
- Aristide Guarneri, fotbalist
- Claudio Monteverdi, compozitor
- Antonio Stradivari, constructor de viori
- Angelo Monteverdi (1886 - 1967), filolog;
- Ugo Tognazzi (1922 – 1990), actor, regizor, scriitor;
- Antonio Napolioni (1957) episcop din 16 noiembrie 2015;
- Gianluca Vialli (1964 - 2023), fotbalist.

## Demografie
Cremona - evoluția demografică

020.00040.00060.00080.000100.00018611901193119611991populațiePopulația istorică din Cremona
Date: Recensăminte sau birourile de statistică - grafică realizată de Wikipedia